# Le Vourdalak
Pour plus de détails, voir Fiche technique et Distribution.
Le Vourdalak est un film d'épouvante gothique français réalisé par Adrien Beau et sorti en 2023. Il a eu son avant-première à la Mostra de Venise 2023.
Il s'agit d'une adaptation du roman gothique d'Alexis Konstantinovitch Tolstoï, La Famille du Vourdalak (1839). Il est tourné en Super 16 mm. La bande originale est inspirée de celle de Nino Rota dans Le Casanova de Fellini.

## Synopsis
Le vieux Gorcha, peu avant son départ, a prononcé ces mots solennels à ses enfants : « Attendez-moi pendant six jours. Si, au bout de cette période, je ne suis pas revenu, priez en mémoire de moi, car cela signifiera que j'ai perdu la vie au combat… Mais si, contre toute attente, je revenais après six jours écoulés, je vous enjoint de ne pas me permettre d'entrer, quelles que soient mes supplications ou mes actions, car je serais alors devenu un Vourdalak maudit. » L'histoire se déroule au sein d'une famille angoissée, alors qu'arrive le Marquis Jacques Antoine Saturnin d'Urfé, un noble émissaire du Roi de France, au terme du sixième jour de cette période cruciale.

## Fiche technique
Sauf indication contraire, les informations mentionnées dans cette section peuvent être confirmées par les bases de données cinématographiques IMDb et Allociné,  présentes dans la section « Liens externes ».
- Titre original : Le Vourdalak
- Réalisation : Adrien Beau
- Scénario : Adrien Beau et Hadrien Bouvier, d'après La Famille du Vourdalak (1839) d'Alexis Konstantinovitch Tolstoï
- Photographie : David Chizallet
- Montage : Alan Jobart
- Musique : Martin Le Nouvel, Maïa Xifaras
- Décors : Thibault Pinto
- Costumes : Anne Blanchard
- Production : Judith Lou Lévy et Lola Pacchioni
- Sociétés de production : Les Films du Bal et Master Movies
- Société de distribution : The Jokers
- Pays de production :  France
- Langue originale : français
- Format : couleur — 16 mm — 2,35:1
- Genre : film d'épouvante gothique, fantastique
- Durée : 91 minutes
- Dates de sortie : 
  - Italie : 2 septembre 2023 (Mostra de Venise)
  - France : 25 octobre 2023
- Classification[4] :
  - France : Interdit aux moins de 12 ans

## Distribution
- Kacey Mottet-Klein : le marquis Jacques Antoine Saturnin d'Urfé
- Ariane Labed : Sdenka, fille de Gorcha
- Grégoire Colin : Jegor, fils aîné de Gorcha
- Vassili Schneider : Piotr, fils de Gorcha
- Claire Duburcq : Anja, épouse de Jegor
- Gabriel Pavie : Vlad, le jeune fils de Jegor et Anja
- Erwan Ribard : l'ermite
- Adrien Beau : Gorcha, le vourdalak (voix)

## Accueil critique
Les critiques de films de genre ont plébiscité le film, Judith Beauvallet dans Écran large écrit que « le résultat ne souffre jamais de son petit budget (contrairement à certains de ses confrères pourtant plus ambitieux). Adrien Beau ramène la poésie d’anciennes productions décalées comme le film soviétique Vij ou le Diable, sorti en 1967, et plus généralement d’un certain cinéma de l'Europe de l’Est ». Pour Gilles Esposito dans Mad Movies, « Le pantin grotesque crée le malaise, et par ricochet, il redonne sa puissance dérangeante au récit originel. Les vrais amateurs de fantastique du XIXe siècle seront donc ravis ». Pour Chaos Reigns « Le parfum de la naphtaline, bien qu'assumé, est parfois trompeur : loin de la rencontre des lumières et des ténèbres à la fois ardue et hermétique d'un Histoire de ma mort (où Dracula rencontrait Casanova), Beau se sert de son pater Nosferatu comme d'une incarnation squelettique et perverse du patriarcat, de la bêtise conservatrice et des désirs enfouis. Plus farce macabre que garçon blafard, on se délecte ».
Pour d'autres comme Lucie Chiquer dans Première, « les performances désuètes et les costumes discordants rendent le film risible, et la théâtralité accrue laisse rapidement place au malaise... ». De même, pour Horreur.Quebec, le film « est un peu long et ne génère aucun frisson ». Pour Bruno Deruisseau dans Les Inrocks, c'est a contrario « l'un des meilleurs premiers films de l'année ». Jacky Bornet dans Francetvinfo.fr trouve qu'on retrouve dans le film « la dominante des extérieurs, ici la forêt, et des intérieurs pierreux, une larme d’érotisme, et chez Adrien Beau des scènes très sanglantes. La reconstitution du XVIIIe siècle se trouve dans des costumes soignés qui participent du décor, et la mise en scène joue autant de la fidélité au texte que de l’ironie ». Augustin Pietron-Locatelli dans Télérama est plutôt positif avec deux T, en constatant que le film « campe exactement entre le rire et l’horreur ». Pour Clarisse Fabre du Monde, le film est « à voir » car « Les acteurs, à peine reconnaissables dans leurs costumes, apparaissent comme autant de créatures dont le mystère reste entier. C’est tout le charme de ce film onirique tourné en 16 millimètres, qui en dit peu mais vibre des superstitions de l’époque » et la meilleure scène du film est la « scène de danse comme à la cour, dans le clair-obscur de la caméra ».